# Obrzycko (comune rurale)
Obrzycko è un comune rurale polacco del distretto di Szamotuły, nel voivodato della Grande Polonia.
Ricopre una superficie di 110,65 km² e nel 2004 contava 4 241 abitanti.
Il capoluogo è Obrzycko, che non fa parte del territorio ma costituisce un comune a sé.